# Tarapàtino
Tarapàtino (en rus: Тарапатино) és un poble de l'óblast de Volgograd, a Rússia, segons el cens del 2021 tenia 261 habitants. Pertany al districte de Jírnovsk.